# 8615 Philipgrahamgood
8615 Philipgrahamgood eller 1979 MB2 är en asteroid i huvudbältet som upptäcktes den 25 juni 1979 av de båda amerikanska astronomerna Eleanor F. Helin och Schelte J. Bus vid Siding Spring-observatoriet. Den är uppkallad efter Philip Graham Good.
Asteroiden har en diameter på ungefär 6 kilometer.